# Teatr i iskusstwo
Teatr i iskusstwo (russisch Театр и искусство, dt.: Theater und Kunst) war eine Theaterzeitschrift in St. Petersburg von 1897 bis 1918.

## Geschichte
Die Zeitschrift wurde von Sinaida Timofejewa (Cholmskaja) herausgegeben, der wichtigste Redakteur war der Theaterkritiker Alexander Kugel. Die Zeitschrift erschien wöchentlich und berichtete über Theateraufführungen und weitere Ereignisse bezüglich Theatern in St. Petersburg, Russland und dem Ausland. Sie unterstützte modernes Theater, besonders in der Ausrichtung des Naturalismus, stand aber dem Künstlertheater von Konstantin Stanislawski immer distanziert gegenüber. 
1918 übernahm Alexander Kugel die Herausgeberschaft, kurz danach wurde das Erscheinen eingestellt.
Teatr i iskusstwo war die wichtigste Theaterzeitschrift in Russland in ihrer Zeit  und ist heute eine wichtige Informationsquelle zur Theatergeschichte.